# 勝光徳
勝 光徳（かつ こうとく、1950年4月5日 - ）は、日本の俳優。鹿児島県奄美大島出身。宝井プロジェクト所属。
身長173cm。体重70kg。血液型はO型。
趣味はトレーニング、カラオケ。

## 出演

### 映画
- ドカベン（1977年） - 城山
- トラック野郎シリーズ
  - トラック野郎・度胸一番星（1977年） - 警官
  - トラック野郎・突撃一番星（1978年） - 真珠観音
- 二百三高地（1980年）
- カポネ大いに泣く（1985年）
- ソナチネ（1993年） - 北島組組員
- マルタイの女（1997年） - 刑事
- 獅子の血脈（2001年） - 南
- 姐御 ANEGO（2003年） - 刑事
- 余命（2009年）

### テレビドラマ
NHK
- 大河ドラマ
  - 琉球の風（1993年）
  - 八代将軍吉宗（1995年） - 柳生俊方
  - 徳川慶喜（1998年） - 稲葉正巳
  - 西郷どん（2018年）
  - いだてん〜東京オリムピック噺〜（2019年）
- 十時半睡事件帖（1994年）
- 照柿（1995年）
- 連続テレビ小説 / あぐり（1997年）
- 喪服のランデヴー（2000年）
- 陰陽師（2001年）
- 死者からの手紙（2001年）
- Good Job〜グッジョブ（2007年）
- 島の先生（2013年）※方言指導兼任
- かぶき者 慶次（2015年）

日本テレビ
- スーパーロボット レッドバロン 第28話「ゴールドフィンガー」（1974年） - SSI隊員（鉄面党幹部）
- 冷たい月（1998年）
- 奇跡の人（1998年）
- 夜逃げ屋本舗（1999年）
- 金田一少年の事件簿（2001年）
- ドン★キホーテ（2011年）
- 隣人は秘そかに笑う - 市川刑事

TBS
- 刑事くん 第4部（1975年）
- 電光超人グリッドマン（1993年） - 得意先
- スウィート・ホーム（1994年）
- お金がない!（1994年）
- 人生は上々だ（1995年）
- Friends（2000年）
- マンハッタンラブストーリー（2003年）
- JIN-仁-（2009年）
- 華和家の四姉妹（2011年）

フジテレビ
- 月曜ドラマランド あ! Myみかん（1984年）
- おもいっきり探偵団 覇悪怒組（1987年）
- 浅見光彦シリーズ 伊香保殺人事件（1995年） - 三ノ宮武志
- 世にも奇妙な物語
  - 世にも奇妙な物語'97春の特別編（1997年）
  - 世にも奇妙な物語 春の特別編（1998年）
  - 世にも奇妙な物語 春の特別編（2000年）
- ルーキー!（2001年）
- さよなら、小津先生（2001年）
- はるちゃん6（2002年） - 海藤
- 恋におちたら〜僕の成功の秘密〜（2005年）
- 麗しき鬼（2007年）
- ハチワンダイバー（2008年）
- リーガル・ハイ（2012年）

毎日放送
- 仮面ライダーシリーズ
  - 仮面ライダーV3（1973年） - デストロンハンター2号
  - 仮面ライダー (スカイライダー)（1980年） - 爆弾人間

テレビ朝日
- 非情のライセンス（1973年） - 刑事 ※デビュー作[3]
- がんばれ!!ロボコン（1974年）
- 特捜最前線（1981年）
  - 第218話「窓際警視が愛した女教師!」
  - 第224話「ネックレスをした老刑事!」
- さすらい刑事旅情編VI（1993年）
- 風の刑事・東京発!（1996年）
- スーパー戦隊シリーズ
  - 未来戦隊タイムレンジャー（2000年） - 教習所教官
  - 爆竜戦隊アバレンジャー（2003年） - 飼い主
- 警察署長（2001年）
- 眠れぬ夜を抱いて（2002年）
- 7人の女弁護士（2006年）
- PS羅生門 警視庁東都署（2006年）
- 帰ってきた時効警察（2007年）
- 仮面ライダードライブ（2014年 - 2015年） - 刑事
- 相棒（2015年） - 運転士

テレビ東京
- 喧嘩屋右近（1992年）
- 超光戦士シャンゼリオン（1996年）
- 新春ワイド時代劇 天下騒乱〜徳川三代の陰謀（2006年）

不明
- 極道の妻たち

### バラエティー
- 日本の歴史（2005年）
- 奇跡の生還! 九死に一生スペシャル

### 舞台
- 鳳啓助劇団特別公演
- 杉良太郎公演
  - 「からっ風の子守唄」
  - 「さくら吹雪」
  - 「清水の次郎長」
  - 「中心御用旅」
  - 「殺陣師段平」
  - 「遠山の金さん」
  - 「拝領妻始末記」
  - 「薄桜記」
  - 「花と竜」
  - 「ふりむけば夕陽」
  - 「森の石松」
- 島倉千代子公演
- 中条きよし公演

### Vシネマ
- 新書ワル I、II、III
- あ・キレた刑事（2001年）
- 修羅の群れ（2002年）
- 銭道2 借金地獄抜け道指南（2004年）
- 銭道3 なにわ金融指南（2004年）
- ドライブサーガ 仮面ライダーマッハ/仮面ライダーハート（2016年） - 刑事